# Koča na Žavcarjevem vrhu
Koča na Žavcarjevem vrhu je planinska postojanka v gorah severovzhodne Slovenije.
Stoji ob robu travnika pod Žavcarjevim vrhom (915 m). Kočo je zgradilo PD Maribor-matica. Odprta je bila 10. oktobra 1954 in je bila prva planinska postojanka na obmejnem Kozjaku.

## Zgodovina
Že med obema svetovnima vojnama so tamkajšnji planinci razmišljali, da bi bilo na Kozjaku dobro postaviti kočo. Glavni motiv je bilo varovanje slovenskosti in tudi slovenskega ozemlja. Tedi Voglar, športnik in planinec, je leta 1951 odkril Žavcarjev vrh. Natančno lokacijo so določili tako, da je odšla na izlet skupina več kot 50 planincev, članov komisije oziroma takratnega upravnega odbora planinskega društva. Zemljišče z izvirom vode je planincem podaril Matija Fike, kmet na Slemenu s katerim je Planinsko društvo Maribor Matica podpisalo pogodbo 20. junija 1953. Naslednje leto so pričeli z gradnjo. Kočo na Žavcarjevem vrhu so odprli 10. oktobra 1954.
Leta 1955 so napeljali elektriko. Temeljito so jo obnovili leta 1986. Ob praznovanju 75-letnice PD Maribor-matica so leta 1994 obnovili in posodobili notranjost koče.

## Opis
V gostinskem prostoru je 50 sedežev, prav toliko jih je tudi na terasi pred kočo. V 11 sobah je 26 postelj, na skupnem ležišču pa 10 ležišč. Ima WC, umivalnico s toplo in mrzlo vodo, elektriko in telefon. Prostore ogrevajo s pečmi.
Koča je odprta od petka popoldne do nedelje zvečer, za skupine pa jo po dogovoru odpre oskrbnik tudi med tednom.
Od koče je lep razgled proti vzhodu, jugu in zahodu; na južna pobočja Kozjaka in del Dravske doline z Mariborom in Rušami, vzhodni del Pohorja, kjer se vidijo smučišča na Mariborskem Pohorju, proti zahodu pa vidimo hrbet Pohorja s Črnim vrhom in Veliko Kopo. Iz Žavcarjevega vrha ni razgleda.

## Dostop
- Po lokalni in gozdni cesti iz Bresternice do parkirišča pri koči, 9 km.
- Po lokalni in gozdni cesti iz Bistrice do parkirišča pri koči, 11 km.

Pešpoti:
- Iz Bresternice mimo Rožiča - 2 h.
- Iz Bresternice ob Bresterniškem potoku in skozi Šolarjev jarek - 2 h 15 min.
- Iz Bistrice v Spodnji Selnici, čez Spodnji Slemen - 2 h.
- Jelovec (žaga) - Žavcarjev vrh, 2 uri in 30 minut
- Šobrov vrh - Žavcarjev vrh, 1 ura in 30 minut
- Sp. Slemen (pri cvetličarni) - Žavcarjev vrh, 2 uri in 30 minut
- Dobajev mlin (Lovski dom) - Žavcarjev vrh, 1 ura in 30 minut
- Zg. Kovač - Žavcarjev vrh, 1 ura in 30 minut

## Ture
- Duh na Ostrem vrhu (903 m) - 2 h 30.
- Tojzlov vrh (703 m) - 1 h 30.
- Urban (597 m) - 3 h.

## Prehodi do drugih planinskih koč
Planinski dom Kozjak (690 m), 1.30 h (Lahka pot)